# Záhonyi vasúti Tisza-híd
A Záhonyi vasúti Tisza-híd az ukrajnai Csap és a magyar Záhony közt ível át az országhatárt is képző Tisza felett, a Csap–Bátyú–Munkács–Lviv-vasútvonal vasúti fővonal része, és a Budapest–Záhony-vasútvonal folytatása.

## Története
Az 1870-es évek elején a Magyar Északkeleti Vasút három vasútvonala is elérte Záhony települést. A Sátoraljaújhely–Csap–Ungvár vasútvonal 1872. évi augusztus hó 25 én; a Nyíregyháza–Kisvárda szakasz 1872. évi november hó 20-án; a Kisvárda–Csap vasútvonal pedig 1873. évi február hó 4-én nyílt meg a forgalom számára. Az első vasúti Tisza-híd is ekkor épült fel itt, amely egy fából ácsolt Howe-rendszerű híd volt. Az eredeti vasútépítési tervekben még a szomszédos Zsurk néven szerepelt a tervezett megálló, de a munkálatok elkészültekor Záhony nevét kapta meg.
1890-ben a közeli Tuzsér elöljárói kezdeményezték a Záhony vasúti megállóhely megszüntetését – kihasználatlanságra hivatkozva – azonban a miniszteri határozatot kiharcolva megállóhelyet továbbra is fenntartották. A záhonyi vasúti megállóhely fő funkciója ekkor még a csapi vasútállomás kiszolgálása és a szerelvények várakoztatása volt. Ebben az évben azonban komoly változás történt, mivel a Magyar Északkeleti Vasutat államosították, és a MÁV kezelésébe került. Egy évvel később, 1891-ben elkészült az új állandó vasúti híd. A keszonalapozású pillérekre fektetett egyvágányú híd három darab egyforma, 85 méter támaszközű, felső parabolikus, egyszeres oszloprendszerű rácsos főtartójú híd volt. A meglévő vonalakhoz 1905-ben csatlakozott a Nagykároly–Záhony–Csap-vasútvonal.
Az első világháborút követően a megszálló román csapatok felrobbantották az 1. nyílást, a helyreállítása az eredeti tervek szerint történt meg 1924-ben, addigra viszont a trianoni békeszerződés értelmében határátkelő lett Csehszlovákia felé. Az ideiglenes határ 1919. április 29-től a 673+09 szelvényben, a Tisza-híd közepén húzódott. Az 1924. augusztus 12-13-án Csap állomáson felvett jegyzőkönyv szerint a végleges határ 673+52,60 szelvényben, a sodorvonalhoz igazítva került megállapításra. A régi híd végül 1944-ben semmisült meg a második világháború idején.
Az új, jelenlegi híd szovjet-magyar együttműködésben épült fel. Az alépítményt a szovjet fél készítette el, míg a pályaszerkezetet a győri Magyar Waggon- és Gépgyár, illetve a budapesti Ganz Hajógyár üzemei gyártották le. Az új egyvágányú alsópályás acél rácshíd szintén három nyílású, támaszközei azonban 85,5-58,5-85,5 méter kialakításúak. Különlegessége, hogy vágányfonódásos kialakítású, azaz az 1435 mm-es normál és a széles, 1520 mm-es orosz nyomtávú sínek is áthaladnak rajta. A hídfák viszont az orosz szabvány szerint lettek kialakítva, magasságuk 24, szélességük pedig 20 centiméter, a köztük lévő hézag pedig 15 centiméter.
A Szovjetunió és Magyarország közötti vasúti forgalom annyira megnőtt, hogy titokban egy új, kizárólag a teherforgalom számára fenntartott hidat építettek, ez lett aztán a Tiszaszentmárton–szalókai vasúti Tisza-híd, amelyet 1964-ben adtak át, ám a térképek még évtizedekkel később sem jelölték a létezését.
A rendszerváltás után a híd a magyar és az ukrán vasúttársaság közös fenntartásába került, egy 2002. március 13-án megkötött megállapodás szerint a költségek fele-fele arányban oszlanak meg a két ország között, viszont a karbantartási munkálatokat az ukrán fél végzi.